# Cubocephalus longicaudus
Cubocephalus longicaudus là một loài tò vò trong họ Ichneumonidae.